# شهرستان الین، میشیگان
شهرستان الین، میشیگان (به انگلیسی: Allen Township, Michigan) یک منطقهٔ مسکونی در ایالات متحده آمریکا است که در میشیگان واقع شده‌است.

## خصوصیات
شهرستان الین ۹۴٫۰ کیلومترمربع مساحت و ۱٬۶۳۱ نفر جمعیت دارد و ۳۲۷ متر بالاتر از سطح دریا واقع شده‌است.